# Gofa
Gofa è una delle zone amministrative in cui è suddivisa la Regione delle Nazioni, Nazionalità e Popoli del Sud in Etiopia.

## Woreda
La zona è composta da 9 woreda:
1. Bulike town
2. Denba Gofa
3. Gezei Gofa
4. Melekoza
5. Melo Gada
6. O'yida
7. Sawla town
8. Uba Debre Tsehay
9. Zala